# Marcus Olsson (fotbollsspelare)
Marcus Jonas Munuhe Olsson, född 17 maj 1988 i Gävle, är en svensk fotbollsspelare som spelar för Halmstads BK.

## Karriär
Han började sin karriär i Högaborgs BK, där även hans tvillingbror Martin Olsson började att spela. Han skrev 2008 på för Halmstads BK, även Helsingborgs IF och Landskrona BoIS var intresserade av att köpa honom. Olsson debuterade 2009 i Sveriges U21-landslag.
Han skrev den 30 januari 2012 på för Blackburn Rovers, där han återförenades med sin tvillingbror Martin Olsson. Han förlängde i juli 2014 sitt kontrakt över säsongen 2014/2015. Han blev efter säsongen 2014/2015 utsedd till "årets spelare i Blackburn Rovers".
I januari 2016 värvades Olsson av Derby County, där han skrev på ett 3,5-årskontrakt. Efter säsongen 2018/2019 lämnade Olsson klubben då han inte fick något nytt kontrakt. I augusti 2020 värvades Olsson av Helsingborgs IF, där han skrev på ett halvårskontrakt.
Efter att varit klubblös i över ett år blev Olsson i januari 2022 klar för en återkomst i Halmstads BK, där han skrev på ett ettårskontrakt. I december 2022 förlängde Olsson sitt kontrakt med ett år. I december 2023 förlängde han återigen sitt kontrakt med ett år.